# Sameraria stenophylla
Sameraria stenophylla är en korsblommig växtart som beskrevs av Karl Heinz Rechinger och Mogens Engell Köie. Sameraria stenophylla ingår i släktet Sameraria och familjen korsblommiga växter. Inga underarter finns listade i Catalogue of Life.